# Calle Colón (Valencia)
La calle Colón (en valenciano carrer Colón) es una calle de la ciudad de Valencia. Es de una sola dirección (dirección calle Xàtiva y Guillem de Castro) teniendo tres carriles. Es la calle comercial más importante de la ciudad de Valencia, y la quinta calle más cara de España, después de Calle de Preciados y Calle Serrano en Madrid y Portal del Ángel y el Paseo de Gracia en Barcelona

## Trazado
Empieza en la plaza de la Puerta del Mar, que está junto a la Glorieta. Sigue dirección oeste y finaliza en la calle Xàtiva, casi a la altura de la Plaza de Toros de Valencia.

## Estaciones de metro
La estación de Colón es la segunda con más viajeros del metro de Valencia,[cita requerida] operando en ella las líneas 3, 5, 7 y 9